# Danial Kenjetàievitx Akhmétov
Danial Kenjetàievitx Akhmétov (en kazakh, Дaниал Кенжетaйұлы Ахметов, nascut a Pavlodar el 15 de juny de 1954).
És llicenciat en economia i enginyer de construcció. Fou Primer Ministre del Kazakhstan entre el 13 de juny de 2003 i el 9 de gener de 2007. Fou succeït per Karim Massímov. El seu predecessor havia estat Imangali Tasmagambetov.
Fou Ministre d'indústria, energia, transport i comunicacions entre 2001 i 2003. És ministre de defensa i és general de l'exèrcit del país des del 10 de gener de 2007.